# 出島停留場
出島停留場（日语：／ Tejima teiryūjō */?）是一位於日本長崎縣長崎市出島町，由長崎電氣軌道所經營的路面電車停車站。出島車站是長崎電氣軌道所屬的兩條路線系統、1系統與2系統的共用車站之一，也是最靠近出島、長崎縣美術館與長崎水邊之森公園（長崎水辺の森公園）等景點的一站。

## 通過路線
- 長崎電氣軌道
  - 1號系統
  - 2號系統